# Kopenhagener Deutung der Quantenmechanik
Die Kopenhagener Deutung, auch Kopenhagener Interpretation genannt, ist eine Interpretation der Quantenmechanik. Sie wurde um 1927 von Niels Bohr und Werner Heisenberg während ihrer Zusammenarbeit in Kopenhagen formuliert und basiert auf der von Max Born vorgeschlagenen Wahrscheinlichkeitsinterpretation der Wellenfunktion. Es handelt sich genau genommen um einen Sammelbegriff ähnlicher Interpretationen, die mit den Jahren ausdifferenziert wurden. Besonders auf John von Neumann und Paul Dirac fußt die Version, die auch als Standardinterpretation bezeichnet wird.

Kopenhagener Deutung im Gedankenexperiment Schrödingers Katze: Beim radioaktiven Zerfall erfolgt eine Verzweigung des Zustands. Nach einem Zufallsprinzip kollabiert jedoch einer der beiden Zweige sofort wieder, nachdem die Kohärenz zwischen den Zuständen zum Beispiel aufgrund einer Messung weit genug abgeklungen ist.

Gemäß der Kopenhagener Interpretation ist der Wahrscheinlichkeitscharakter quantentheoretischer Vorhersagen nicht Ausdruck der Unvollkommenheit der Theorie, sondern des prinzipiell indeterministischen Charakters von quantenphysikalischen Naturvorgängen. Es ist allerdings problematisch, Unvorhersehbarkeit mit Indeterminismus zu verbinden. Es ist möglich, dass wir bestimmte Ereignisse nicht vorhersagen können, ohne annehmen zu müssen, dass diese Ereignisse indeterministisch erfolgen. Ferner wird in dieser Interpretation darauf verzichtet, den Objekten des quantentheoretischen Formalismus, also vor allem der Wellenfunktion, eine Realität in unmittelbarem Sinne zuzusprechen. Stattdessen werden die Objekte des Formalismus lediglich als Mittel zur Vorhersage der relativen Häufigkeit von Messergebnissen interpretiert, die als die einzigen Elemente der Realität angesehen werden.
Die Quantentheorie und diese Deutungen sind damit von erheblicher Relevanz für das naturwissenschaftliche Weltbild und dessen Naturbegriff.

## Die Kopenhagener Deutung
Die Kopenhagener Deutung war die erste abgeschlossene und in sich konsistente Interpretation des mathematischen Gebäudes der Quantenmechanik. Sie führte zu stärkeren philosophischen Diskussionen. Das Grundkonzept baut auf folgenden drei Prinzipien auf:
- Unverzichtbarkeit klassischer Begriffe

Klassische Begriffe werden in ihrer üblichen Bedeutung auch in der Quantenwelt benutzt. Sie erhalten hier allerdings Vorschriften über ihre Anwendbarkeit. Diese Vorschriften umfassen die Definitionsgrenzen von Ort und Impuls, unterhalb deren die Begriffe Ort und Impuls keinen Sinn mehr ergeben, also undefiniert sind. Die klassische Physik ist dadurch ausgezeichnet, dass gleichzeitig eine exakte raumzeitliche Darstellung und die volle Einhaltung des physikalischen Kausalitätsprinzips als gegeben gedacht sind. Die exakte raumzeitliche Darstellung ermöglicht die genaue Ortsangabe eines Objekts zu genau bestimmten Zeiten. Das physikalische Kausalprinzip ermöglicht bei Kenntnis des Anfangszustandes eines physikalischen Systems und Kenntnis der wirkenden Entwicklungsgesetze die Bestimmung des zeitlichen Verlaufs zukünftiger Systemzustände. Klassische Begriffe sind nun unverzichtbar, da auch quantenphysikalische Messungen ein Messinstrument erfordern, das in klassischen Zeit- und Raumbegriffen beschrieben werden muss und das dem Kausalprinzip genügt. Nach Carl Friedrich von Weizsäcker besagt die erste Bedingung, dass wir das Instrument überhaupt wahrnehmen können, und die zweite, dass wir aus den wahrgenommenen Eigenschaften zuverlässige Schlüsse auf die Eigenschaften des Messobjekts ziehen können.
- Komplementarität

In Bereichen, in denen die so genannte Wirkung in Größenordnung des Planckschen Wirkungsquantums {\displaystyle h} liegt, kommt es zu Quanteneffekten. Quanteneffekte kommen aufgrund unkontrollierbarer Wechselwirkungen zwischen Objekt und Messgerät zustande. Komplementarität bedeutet nun, dass Raumzeitdarstellung und Kausalitätsforderung nicht gleichzeitig erfüllt sein können.
- Ganzheitlichkeit der Quantenphänomene

Niels Bohr und Werner Heisenberg, die beiden wesentlichen Begründer der Kopenhagener Interpretation, vertraten relativ ähnliche Ansichten, unterschieden sich jedoch in einem Punkt bei der Interpretation:
- Niels Bohr vertrat die Ansicht, dass es in der Natur eines Teilchens liege, ihm unterhalb gewisser Grenzen (die durch die Unschärferelation gegeben sind) Ort und Impuls nicht mehr zuordnen zu können, weil diese Begriffe dort keinen Sinn mehr ergäben. Ort und Impuls seien in diesem Sinne also nicht mehr objektive Eigenschaften eines Quantenobjektes.
- Werner Heisenberg dagegen vertrat die eher subjektive Auffassung, dass wir als Menschen (als Beobachter) nicht in der Lage seien (z. B. durch Störungen am Messgerät, durch unsere Unfähigkeit oder durch eine unzulängliche Theorie), die Eigenschaften Ort und Impuls an einem Quantenobjekt gleichzeitig beliebig genau zu messen.

## Deutung des Zufalls in der Quantenphysik
Die Quantentheorie gestattet keine exakte Vorhersage von Einzelereignissen, z. B. beim radioaktiven Zerfall oder bei der Beugung von Teilchenstrahlen, sie lassen sich nur statistisch voraussagen. Wann beispielsweise ein radioaktives Atom Teilchen emittiert, ist im mathematischen Sinn zufällig. Ob dieser Zufall irreduzibel ist oder auf dahinterliegende Ursachen rückführbar ist, ist seit der Formulierung dieser Theorie umstritten. Die Kopenhagener Interpretation vertritt einen objektiven Indeterminismus. Es gibt aber auch Interpretationen, die quantenphysikalische Vorgänge durchgängig deterministisch erklären.
Albert Einstein war überzeugt, dass die fundamentalen Vorgänge deterministischer und nicht indeterministischer Natur sein müssten, und betrachtete die Kopenhagener Interpretation der Quantentheorie als unvollständig – was in seinem Ausspruch „Gott würfelt nicht“ zum Ausdruck kommt.
Nur ein kleiner Teil der Physiker publiziert zu Unterschieden zwischen den verschiedenen Interpretationen. Ein Motiv mag hierbei sein, dass die wesentlichen Interpretationen sich hinsichtlich der Vorhersagen nicht unterscheiden, weshalb eine Falsifizierbarkeit ausgeschlossen ist.

## Deutung des Formalismus der Quantenphysik
Physikalische Theorien bestehen aus einem Formalismus und einer zugehörigen Interpretation. Der Formalismus ist durch eine mathematische Symbolik realisiert, die Syntax, welche die Vorhersage von Messgrößen erlaubt. Diesen Symbolen können nun im Rahmen einer Interpretation Objekte der realen Welt und Sinneserfahrungen zugeordnet werden. Damit erhält die Theorie ein Bedeutungsschema, ihre Semantik.
Die klassische Physik zeichnet sich dadurch aus, dass sich ihren Symbolen problemlos Entitäten der Realität zuordnen lassen. Die Quantentheorie enthält jedoch formale Objekte, deren unmittelbare Abbildung auf die Realität zu Schwierigkeiten führt. So wird beispielsweise in der Quantentheorie der Aufenthaltsort eines Teilchens nicht durch seine Ortskoordinaten in Abhängigkeit von der Zeit beschrieben, sondern durch eine Wellenfunktion, u. a. mit der Möglichkeit von scharfen Maxima an mehr als einer Stelle. Nach der Kopenhagener Deutung repräsentiert diese Wellenfunktion jedoch nicht das Quantenobjekt selber, sondern nur die Wahrscheinlichkeit dafür, bei einer Suche über eine Messung das Teilchen dort zu finden. Diese Wellenfunktion ist für ein einzelnes Teilchen nicht als ganzes vermessbar, da sie bei der ersten Messung vollständig verändert wird, ein Vorgang, der auch als Kollaps der Wellenfunktion interpretiert und bezeichnet wird.
Die Kopenhagener Deutung in ihrer ursprünglichen Version von Niels Bohr verneint nun die Existenz jeglicher Beziehung zwischen den Objekten des quantentheoretischen Formalismus einerseits und der „realen Welt“ andererseits, die über dessen Fähigkeit zur Voraussage von Wahrscheinlichkeiten von Messergebnissen hinausgeht. Einzig den durch die Theorie vorhergesagten Messwerten, und damit klassischen Begriffen, wird eine unmittelbare Realität zugewiesen. In diesem Sinne ist die Quantenmechanik eine nichtreale Theorie.
Wenn man hingegen die Wellenfunktion als physikalisches Objekt betrachtet, ist die Kopenhagener Interpretation nichtlokal. Dies ist der Fall, weil der Zustandsvektor eines quantenmechanischen Systems {\displaystyle |\psi \rangle } (Dirac-Notation) gleichzeitig überall die Wahrscheinlichkeitsamplituden festlegt (z. B. {\displaystyle |\psi \rangle \to |x\rangle \langle x|\psi \rangle }, wo {\displaystyle |x\rangle } Eigenfunktionen des Ortsoperators und damit Zustände bei einer Ortsmessung sind und {\displaystyle \langle x|\psi \rangle } die häufig als {\displaystyle \psi ({\vec {x}})} bezeichnete Wahrscheinlichkeitsamplitude).
In welcher Form oder wo ein Teilchen zwischen zwei Messungen existiert, darüber macht die Quantenmechanik nach der Kopenhagener Deutung keine Aussage.

„Die Kopenhagener Deutung wird oft, sowohl von einigen ihrer Anhänger wie von einigen ihrer Gegner, dahingehend missdeutet, als behaupte sie, was nicht beobachtet werden kann, das existiere nicht. Diese Darstellung ist logisch ungenau. Die Kopenhagener Auffassung verwendet nur die schwächere Aussage: ‚Was beobachtet worden ist, existiert gewiss; bezüglich dessen, was nicht beobachtet worden ist, haben wir jedoch die Freiheit, Annahmen über dessen Existenz oder Nichtexistenz einzuführen.‘ Von dieser Freiheit macht sie dann denjenigen Gebrauch, der nötig ist, um Paradoxien zu vermeiden.“

Dies wird ermöglicht, da der Formalismus der Quantenmechanik keine Zustände umfasst, in denen ein Teilchen gleichzeitig etwa einen genau bestimmten Impuls und einen genau bestimmten Ort hat. Die Kopenhagener Deutung steht damit anscheinend dem Positivismus nahe, da sie Machs Forderung berücksichtigt, keine „Dinge“ hinter den Phänomenen zu erfinden. Diese Konzeption hat tiefgreifende Konsequenzen für das Verständnis von Teilchen „an sich“. Teilchen sind Phänomene, die in Portionen in Erscheinung treten, und über deren Fundort bei Messungen nur Wahrscheinlichkeitsaussagen anhand der zugeordneten Wellenfunktionen möglich sind. Dieser Umstand ist auch als Welle-Teilchen-Dualismus bekannt. Andererseits waren für Bohr Phänomene immer Phänomene an „Dingen“, da sonst keine wissenschaftliche Erfahrung möglich sei. Dies ist eine der Kant’schen Transzendentalphilosophie nahestehende Einsicht, nach der der Objektbegriff eine Bedingung der Möglichkeit von Erfahrung ist.
Die mit dem Begriff „Teilchen“ nach Maßstäben unserer Alltagserfahrung verknüpfte Vorstellung, diese Portion müsse sich in jedem Moment an einem bestimmten Ort befinden und damit permanent als Teilchen Bestandteil der Realität sein, ist hingegen experimentell nicht gedeckt und führt im Gegenteil zu Widersprüchen mit den empirischen Messergebnissen. Diese Vorstellung ist in der Kopenhagener Deutung aufgegeben.

## Alternative Deutungen
Die De-Broglie-Bohm-Theorie beschreibt eine alternative Auffassung der Quantenmechanik sowie ihrer Interpretation und stellt einen entsprechenden Formalismus zur Verfügung. Auch sie reproduziert die Vorhersagen der Quantenmechanik, legt jedoch ein von der Kopenhagener Deutung abweichendes deterministisches Wirklichkeitsverständnis zugrunde.